# Herb gminy Nowosolna
Herb gminy Nowosolna – jeden z symboli gminy Nowosolna, ustanowiony 27 października 2003.

## Wygląd i symbolika
Herb przedstawia na tarczy w polu błękitnym podkowę na opak srebrną, z krzyżem kawalerskim, srebrnym w środku. Od prawej i lewej gałęzie z liśćmi złote, od podstawy takaż rzeka. Podkowa z krzyżem to godło herbu Jastrzębiec, którym pieczętowali się m.in. Byszewscy z Byszew.